# 6번 염색체
6번 염색체(六番染色體, 영어: chromosome 6)는 사람의 23쌍의 염색체 중 하나이다. 사람은 일반적으로 이 염색체를 2개 가지고 있다. 6번 염색체는 약 1억 7,100만 개의 염기쌍(DNA의 구성 요소)으로 구성되어 있으며, 세포 내 전체 DNA의 5.5~6.0%를 차지한다. 여기에는 면역 반응과 관련된 100개 이상의 유전자를 포함하는 주조직 적합성 복합체가 포함되어 있으며, 장기 이식에서 중요한 역할을 한다.

## 같이 보기
- 5번 염색체
- 7번 염색체

## 더 읽을거리
- Gilbert F (2002). “Chromosome 6”. 《Genet Test》 6 (4): 341–58. doi:10.1089/10906570260471912. PMID 12537662.